# Vilgot Sjöman
Vilgot Sjöman (Estocolm, 2 de desembre de 1924 — 9 d'abril de 2006) fou un director i escriptor suec. En les seves obres destaquen les temàtiques controvertides sobre les classes socials, la moral i els tabús sexuals. Entre les seves influències se citen la Nouvelle vague francesa i Ingmar Bergman. Les seves obres més importants exploren deliberadament els límits del que és acceptable en el cinema. També destacà com a escriptor i guionista. Els seus personatges són sovint joves enfrontats a conflictes generacionals.

## Obres
- Älskarinnan (‘L'amistançada’, 1962)
- 491 (1964)
- Syskonbädd (‘La meva germana, el meu amor’, 1966)
- Jag är nyfiken (‘Jo sóc curiosa’, 1967-68)
- Lyckliga skitar (‘Alegres porcades', 1970)
- Troll (1972)
- En handfull kärlek (‘Un grapat d'amor’, 1973)
- Garaget (‘El garatge’, 1975)
- Tabou (1977)
- Jag rodnar (‘Em poso vermell', 1980)
- Malacca (1987)
- Fallgropen (‘Precipicis', 1989)
- Alfred (1995)